# Johann Alexander von Rottenhan
Johann Karl Alexander von Rottenhan (* 23. April 1710 in Bamberg, Fränkischer Reichskreis; † 23. März 1777 in Straßburg) war ein Großgrundbesitzer und Förderer der wirtschaftlichen Entwicklung in Westböhmen, im Jahr 1771 von Kaiser Joseph II. in den Reichsfreiherrnstand und 1774 in den Reichsgrafenstand erhoben. Das gräfliche Haus Rot(t)enhan erlosch 1886 im Namensträgerstamm.

## Leben und Herkunft
Johann Alexander Karl von Rottenhan aus dem Adelsgeschlecht Rotenhan war ein Sohn des k. k. Generalfeldwachtmeisters Joachim Ignatz von Rotenhan (1662–1736) und dessen Ehefrau Maria Amalia, geborene Truchsess von Wetzhausen (* 1682).
Er war Angehöriger des alten fränkisch-bayerischen Adelsgeschlechts Rotenhan, das seinen Familiennamen von der im Jahre 1324 in einer Fehde mit dem Würzburger Fürstbischof Wolfram Wolfskeel von Grumbach zerstörten Burg Rotenhan (Rotenhagen) bei Ebern in Unterfranken herleitet und vom 16. bis in das 18. Jahrhundert in der Ritterschaft der Kantone Baunach, Altmühl, Gebirg, Steigerwald und Neckar-Schwarzwald immatrikuliert war.
Der Ort Rottenhan bei Lemberg (Lwiw) in Galizien gilt in historischen Mitteilungen irrtümlich vereinzelt als der namensgebende Stammsitz der Rotenhan aus Unterfranken. Diese Ansiedlung von deutschen Kolonisten im Kreis Gródek Jagielloński (Horodok (Lwiw)) in Galizien – nach der ersten der Teilungen Polens 1772 bis 1918 ein Kronland der Monarchie Österreich-Ungarn – erhielt von diesen erst 1774 den Ortsnamen „Rottenhan“, um Heinrich Franz Graf von Rottenhan, einen Sohn des Johann Alexander Karl Graf von Rottenhan und österreichischen Justizminister, zu ehren und seine Protektion zu sichern.

## Familie

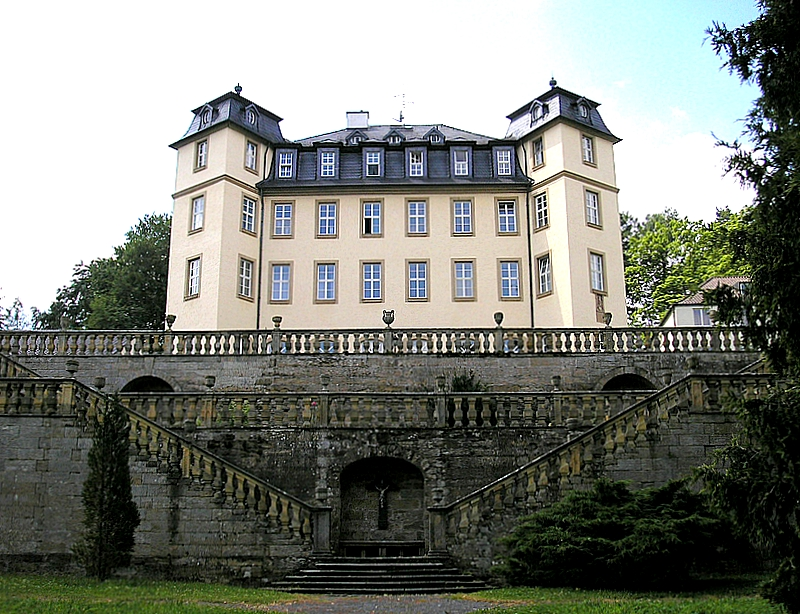
Schloss Untermerzbach

Johann Alexander Karl von Rottenhan, Eigentümer der Herrschaft Merzbach (Untermerzbach) bei Bamberg verband sich 1737 zu Bamberg, in erster Ehe, mit Maria Johanna Amalia von Sickingen († 1740), Tochter des kurpfälzischen Obristkämmerers und Ministers Johann Ferdinand von Sickingen (1664–1719). 1747 heiratete der Witwer in zweiter Ehe Juliane Marschalk von Ostheim, eine Tochter des Ernst Friedrich Marschalk von Ostheim († 1730) und dessen Ehefrau Charlotte Katharina, geborene Gräfin von Wintzigerode. Aus der ersten Ehe stammten zwei Söhne: Graf Heinrich Franz von Rottenhan (* 3. September 1738 in Bamberg, zuweilen irrtümlich Lemberg; † 1809 in Wien) und Graf Heinrich Karl Wilhelm von Rottenhan (* 1739) und aus der zweiten Ehe der Sohn Graf Friedrich Christoph Philipp von Rottenhan (* 1749; † 1798) und die drei Töchter Friederike Maria Charlotte (* 1752), Johanna Wilhelmine Susanne (* 1753) und Maria Karolina Eleonore (* 1754).

## Leben
Er wurde in der Nachfolge seines Vaters am 19. Dezember 1733 vom Bamberger Bischof zum Oberamtmann im Amt Zeil ernannt. 1751 wurde er Vizedomamtsverweser und 1755 Vizedom in Bamberg. Er blieb gleichzeitig Oberamtmann in Zeil. 1759 stieg er zum Oberhofmarschall auf und wurde 1761 Obersthofmeister und Premierminister im Hochstift Bamberg, was der höchste Rang am Hofe war. Er trug den Titel eines Geheimrates. Am 16. Februar 1763 erhielt er die (besser bezahlte) Funktion eines Landrichters und Oberamtmanns im Amt Höchstadt und schied als Oberamtmann in Zeil und Vizedom aus. Die Funktion des Oberamtmanns in Zeil wurde zunächst an andere Adlige vergeben und ab dem 23. April 1772 von seinem Bruder Friedrich Christoph Philipp von Rotenhan (1749–1798) übernommen.

### Die Herrschaft Rothenhaus in Westböhmen

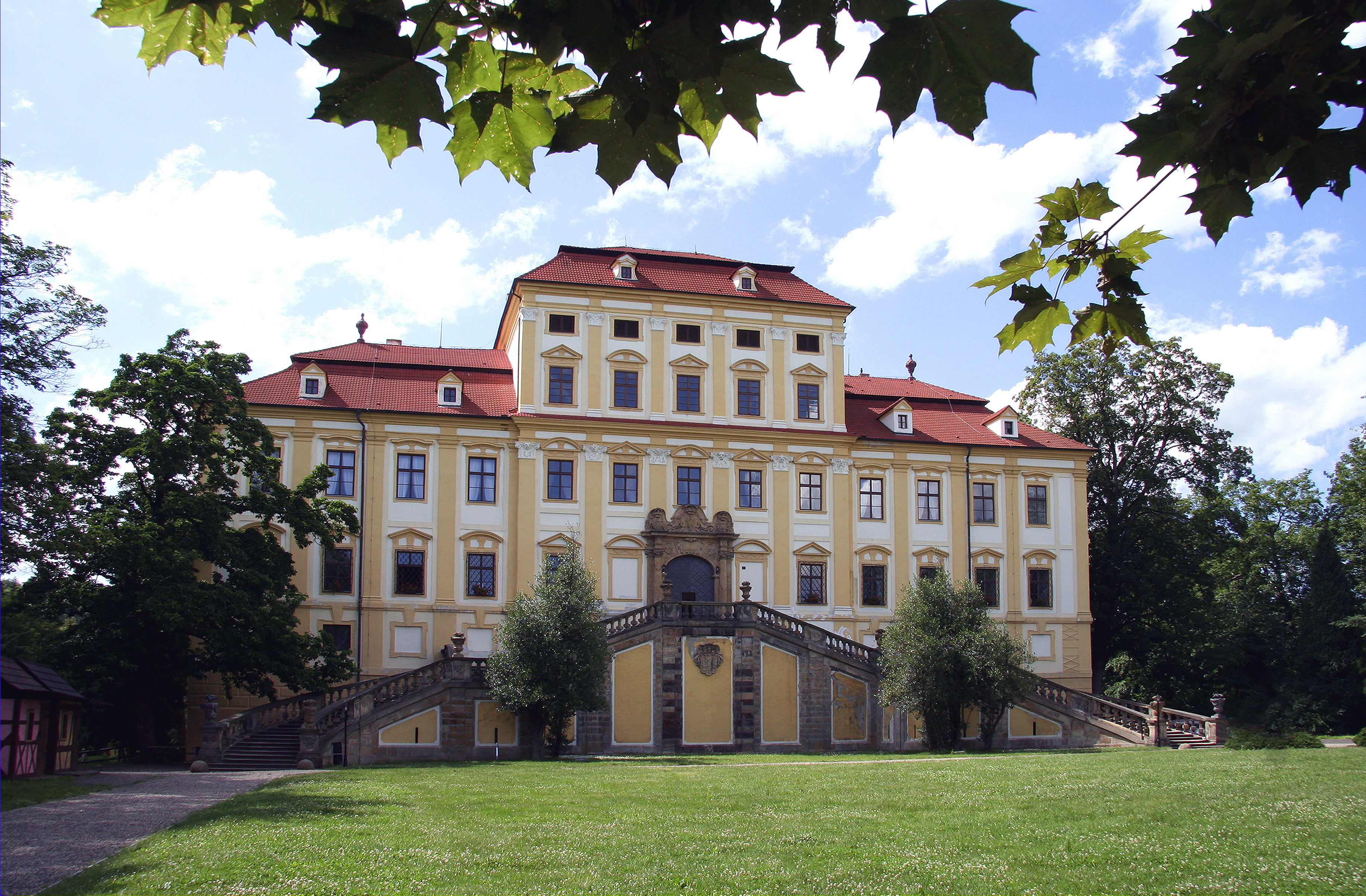
Schloss Rothenhaus, Westböhmen

1769 verkaufte er die Herrschaft Neuhausen (Neuhausen auf den Fildern) und die Herrschaft Pfauhausen an das Hochstift Speyer. Rottenhan kaufte im Jahre 1771 von Johann Adam von Auersperg die Herrschaft Rothenhaus (Červený Hrádek (Jirkov)) mit dem Schloss Rothenhaus (Zamek Cerveny Hradek u Jirkov), das Gut Sporitz (Spořice), das Eisenwerk in Kallich (Kalek) bei Görkau (Jirkov), die Bergstadt Platten (Horní Blatná), die Bergstadt Sankt Katharinenberg (Hora Svate Kateriny), die Orte Pößwitz (Pesvice), Udwitz (Otvice) und Tschernitz (Cernice) im Erzgebirge bei Saaz (Žatec) in Böhmen. Zu diesem Zeitpunkt herrschten dort Hungersnot, Typhusepidemien und Arbeitslosigkeit. Um die Armut der Orte in Erbuntertänigkeit zu lindern und die Rentabilität zu fördern, bemühte er sich um Absatzmöglichkeiten für die in Heimarbeit hergestellten Klöppelspitzen, Krippenfiguren und Christbaumschmuck. Die Eisenproduktion in Kallich und Platten stellte er auf Fabrikationsbetriebe für Gebrauchsgegenstände aus Metall und Holz um. Auf Grundlage der Handwebereien in der Stadt Saaz und der Umgebung entwickelte sich in der Folgezeit eine industrielle Baumwoll- und Leinenproduktion.
Im Jahre 1788 übergab Graf Rottenhan die Herrschaft Rothenhaus seinem älteren Sohn aus seiner ersten Ehe, Heinrich Franz von Rottenhan, der die Aufbauarbeit seines Vaters fortsetzte. Er gründete die Eisenhütte „Gabrielahütten“ (Gabrielina Hut) im Erzgebirge. Zusammen mit dem Badearzt Bernhard Adler betrieb er den Ausbau des Kurortes Franzensbad.
Seine Enkelin Gabriela Maria von Rottenhan (* 1774) brachte die Herrschaft Rothenhaus als Erbe in die Ehe mit Georg Franz August von Buquoy, Baron de Vaux dem Älteren (1781–1851).